# كلايتون بارني فوغل
كلايتون بارني فوغل (بالإنجليزية: Clayton Barney Vogel)‏ هو ضابط ومحامي أمريكي، ولد في 18 سبتمبر 1882 في فيلادلفيا في الولايات المتحدة، وتوفي بنفس المكان في 26 نوفمبر 1964.